# Mallonia australis
Mallonia australis es una especie de escarabajo longicornio del género Mallonia, tribu Neopachystolini, subfamilia Lamiinae. Fue descrita científicamente por Péringuey en 1888.
La especie se mantiene activa durante los meses de septiembre y diciembre.

## Descripción
Mide 13-26 milímetros de longitud.

## Distribución
Se distribuye por Mozambique, República Sudafricana, Zambia y Zimbabue.